# Orjol oblast
Orjol oblast är ett oblast i västra Ryssland med en yta på 24 700 km² och cirka 800 000 invånare. Huvudort är Orjol, och andra stora städer är Livny och Mtsensk.